# Harsholmarna
Horsholmarna är ett naturreservat i Gullspångs kommun i Västra Götalands län. Beslutet är i oktober 2018 överklagat och då ej gällande.
Området är naturskyddat sedan 2018 och är 252 hektar stort. Reservatet omfattar Stora och Lilla Harsholmen med omgivande skärgård.  Reservatet består av barrblandskog.